# Драйчук, Яков Иванович
Яков Иванович Драйчук (21 октября 1901 — 11 октября 1977) — генерал-майор ВВС СССР, генерал бригады Народного Войска Польского. Участник Гражданской войны в России и Великой Отечественной войны.

## Биография
Белорус, из крестьянской семьи. Окончил восьмиклассную среднюю школу. Красноармеец с 1920 года, участник Гражданской войны в России, участвовал в боях с частями генерала С. Н. Булак-Балаховича. Член ВЛКСМ с 1922, член РКП(б) с 1925 года. Работал рабкором, на административных и партийных должностях на родине. В 1927 году окончил вечернюю партийную школу. С 1932 года – на политической работе в ВВС РККА, с 1933 года – инструктор политического отдела истребительной бригады, военным комиссар Брянской истребительной и Олеуфьевской тяжелобомбардировочной авиабригад. В 1935 году окончил школу лётчиков. В мае 1941 года назначен начальником авиационного отдела политуправления Прибалтийского военного округа.
С первых дней Великой Отечественной войны на фронте. В июле 1941 года участвовал в сражениях в районе Двинска. Писал статьи для газеты «Сталинский сокол». С июня 1942 года по ноябрь 1944 года — начальник политотдела 6-й воздушной армии. 3 ноября 1944 года вместе с генералом Ф. П. Полыниным направлен в Народное Войско Польское, возглавил там отдел политподготовки командования авиации Войска Польского.
В декабре 1945 года Президиумом Государственного народного совета произведён в генералы бригады. С декабря 1946 года находился в распоряжении ВВС Польши, в мае 1947 года назначен заместителем командира воздушной армии по политчасти на Дальнем Востоке. С 1951 – на курсах переподготовки старшего и высшего политического состава Советской армии при Военно-политической академии имени В. И. Ленина. В июле 1952 года уволен из армии по болезни, жил в г. Люберцы Московской области.
Похоронен на родине, в деревне Ржавки.

## Награды
- два ордена Красного Знамени (.. 1944)
- Орден Красной Звезды (1944)
- Орден Отечественной войны II-й степени (1942)
- Офицерский крест Ордена Возрождения Польши
- Орден «Крест Грюнвальда» III-го класса
- Золотой Крест Заслуги (1946)
- 6 медалей